# Иларион Прјанишњиков
Иларион Михајлович Прјанишњиков (рус. Илларио́н Миха́йлович Пря́нишников; 20. март 1840 – 24. март 1894) био је руски сликар, један од оснивача уметничке задруге Передвижника.

## Биографија
Иларион Прјанишњиков је рођен у селу Тимашово (данашња Калушка област) у породици трговаца. Од 1856. до 1866. студирао је у Московској школи за сликарство, вајарство и архитектуру у класама Евграфа Сорокина и Сергеја Зарјанка.
Већ на последњој години школовања, стекао је сликарску репутацију.
Године 1870. Прјанишњиков је добио титулу "сликара првог степена". Од 1873. до своје смрти био је учитељ у МСоПСА, а његови шегрти су били Константин Коровин, Витолд Бјалињицки-Бируља, Михаил Нестеров, Алексеј Степанов и други.
Од самог почетка постојања Передвижника био је њен члан, а од друге изложбе био је један од директора задруге. Иако је Пјанишњиков живео углавном у Москви, често је посећивао руски север где је скицирао. Учествовао је у украшавању првобитног Саборног храма Христа Спаситеља, који је срушен 1931. године.
Пјанишњиков је преминуо у Москви, где је једна улица добила његово име.

## Галерија
- Епизода рата 1812. (1874)
- Дан Васкрсења на северу (1887)
- Ускршња литија (1893)
- Припрема терена за лан (1890)